# Ospedale Santa Maria della Misericordia (Urbino)
Il Presidio Ospedaliero "Santa Maria della Misericordia" è l'ospedale della città di Urbino. È situato sul crinale di una collina a poco meno di 2 km a nord-ovest rispetto alla città antica, al centro dei nuovi insediamenti extra muros. Si tratta di un presidio ospedaliero dell'AST Pesaro-Urbino.

## Storia

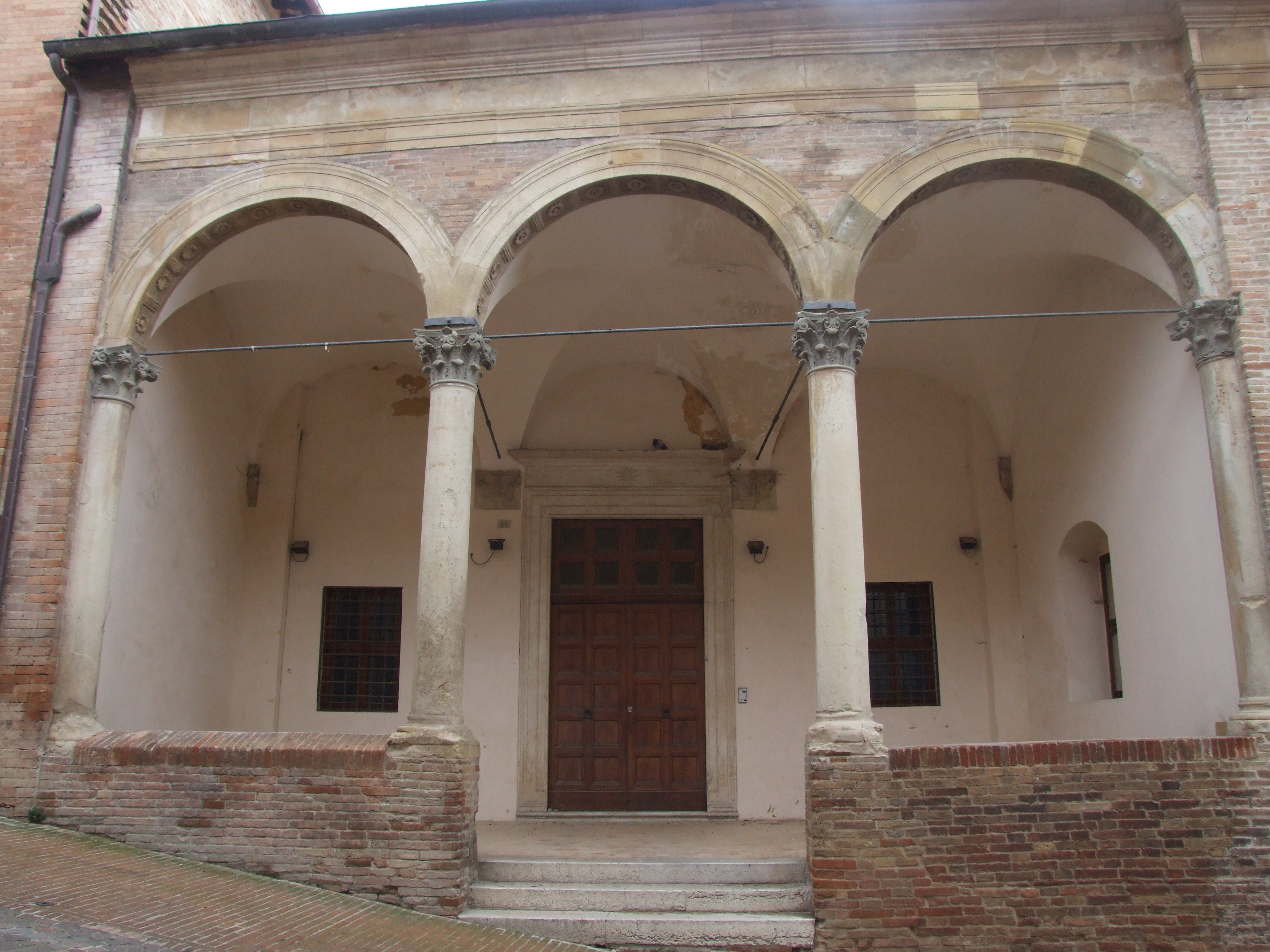
L'ex Chiesa di S. Maria della Misericordia, sede dell'ospedale dal XIV al XIX secolo.

L'ospedale risale alla prima metà del XIV secolo, istituito dalla Fraternita di Santa Maria della Misericordia in Pian di Mercato (l'attuale piazza della Repubblica), per ospitare i neonati abbandonati. L'atto di fondazione fu siglato da Angelo Nardi col contributo di cento cittadini, tra questi furono eletti dodici Rettori per l'amministrazione della Fraternita. Sin da subito l'ospedale ricevette molte donazioni, soprattutto dalla famiglia dell'architetto Francesco Paciotti. La Fraternita poté così ampliare il nosocomio (per la cura dei malati) sul colle del Monte (sull'angolo tra le odierne vie Raffaello e Viti), a partire dalla prima metà del XV secolo, grazie alle tante donazioni sia di importanti famiglie cittadine che dei Duchi, ma anche dai Pontefici, Papa Eugenio IV unì a tale ospedale anche quello della Santissima Annunziata e di San Giovanni e Callisto III gli unì quello di Santo Spirito presso la chiesa di San Sergio.
Verso la fine del XVIII secolo, la Fraternita acquisì l'area sul colle del Monte, sopra al nosocomio, per alloccarvi l'orfanotrofio femminile (Casa dell'Esposte). Il progetto del nuovo edificio fu commissionato all'architetto urbinate Giuseppe Tosi, ma la grandezza della struttura ipotizzata e la scarsità di fondi per i lavori portarono a continue revisioni del progetto, per ridurne le dimensioni. La sede originaria in Pian di Mercato fu demolita nella prima metà del XIX secolo, nell'ambito degli interventi per l'ampliamento della piazza e per la costruzione del palazzo Nuovo Albani. Invece la Casa dell'Esposte continuò ad esistere fino a circa la metà del secolo, mentre il nosocomio, divenuto di proprietà pubblica dopo l'Unità italiana, fu trasferito, agli inizi del XX secolo, nell'ex monastero di Santa Chiara, sotto la competenza della Congregazione di Carità. Quest'ultimo ente confluì verso gli anni venti nell'E.C.A. (Ente Comunale di Assistenza), che poi confluirà negli anni quaranta nell'I.R.A.B. (Istituti Riuniti di Assistenza e Beneficenza). L'I.R.A.B. perdurò fino all'istituzione del Servizio Sanitario Nazionale (anni settanta), confluendo nelle U.S.L. (Unità Sanitarie Locali) poi divenute A.S.L. (Aziende Sanitarie Locali), fino al 2001, quando, con la riforma del Titolo V della Costituzione, la sanità passò sotto la competenza regionale. La Regione Marche istituì l'A.S.U.R., Azienda Sanitaria Unica Regionale, suddivisa in Aree Vaste; poi sostituite, dal 2023, dalle Aziende Sanitarie Territoriali, suddivise tra le cinque province della regione.

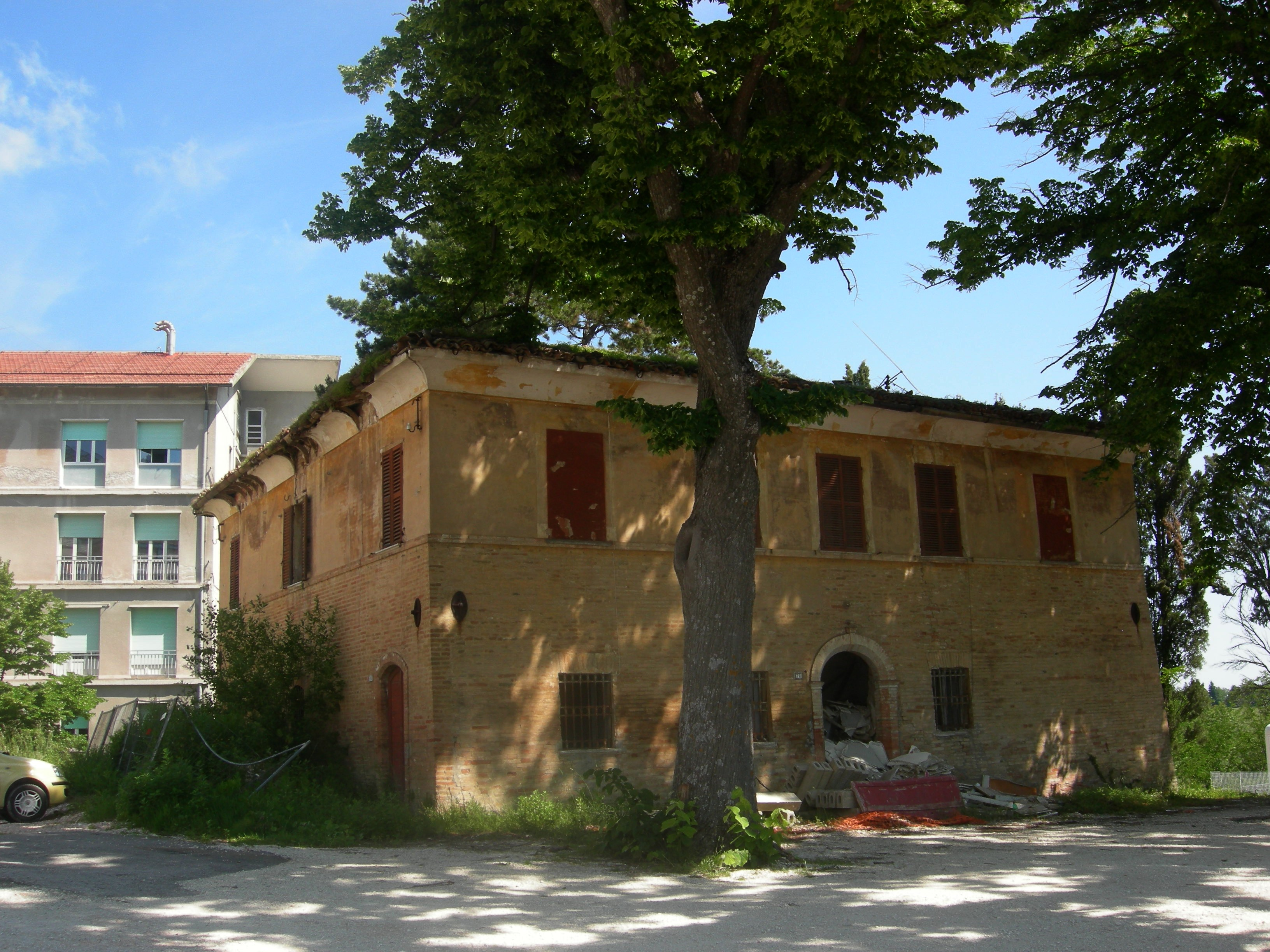
Il casino della Villa del Padiglione.

Verso la fine degli anni trenta s'iniziò ad ipotizzare il trasferimento dell'ospedale in una nuova struttura fuori dal centro, ma per le ristrettezze economiche non se ne fece niente, neanche considerando una più semplice ristrutturazione della sede dell'epoca, l'ex monastero di Santa Chiara. Ma sotto pressione della Prefettura per dotare la città di una struttura con servizi adeguati, pena il declassamento, fu fatto redigere un nuovo progetto che riprendeva l'opzione di costruire un edificio ex novo, sui giardini di piazzale Roma, sulla cima del colle del Monte. Le pratiche per l'avvio dei lavori furono intraprese all'inizio degli anni quaranta, ma per le ragioni belliche, fu tutto sospeso. Nell'immediato dopoguerra tali pratiche ripresero ma cambiando il sito del nuovo ospedale, in località Padiglione (il sito attuale), nei terreni dell'omonima villa (il cui casino è stato demolito nel 2015), su progetto degli ingegneri Gaspare e Luigi Lenzi di Roma. I lavori per il primo nucleo iniziarono alla fine degli anni quaranta, per interrompersi all'inizio del decennio successivo, sempre per ristrettezze economiche; riprendendo in considerazione i progetti di ristrutturazione della vecchia sede. Ma dopo ampie discussioni, si preferì continuare il progetto della nuova struttura, i cui lavori ripresero tra la fine degli anni cinquanta e l'inizio degli anni sessanta, quando furono nuovamente sospesi per mancanza di fondi; ripresero alla fine del decennio, consentendo l'inaugurazione del primo nucleo all'inizio degli anni settanta, lasciando così l'ex monastero di Santa Chiara. Nei decenni successivi la nuova struttura è stata ulteriormente ampliata, fino alla fine degli anni novanta. A partire dal 2015 sono in corso una serie di lavori di ristrutturazione per la messa in sicurezza sismica ed una migliore gestione energetica.

## Struttura

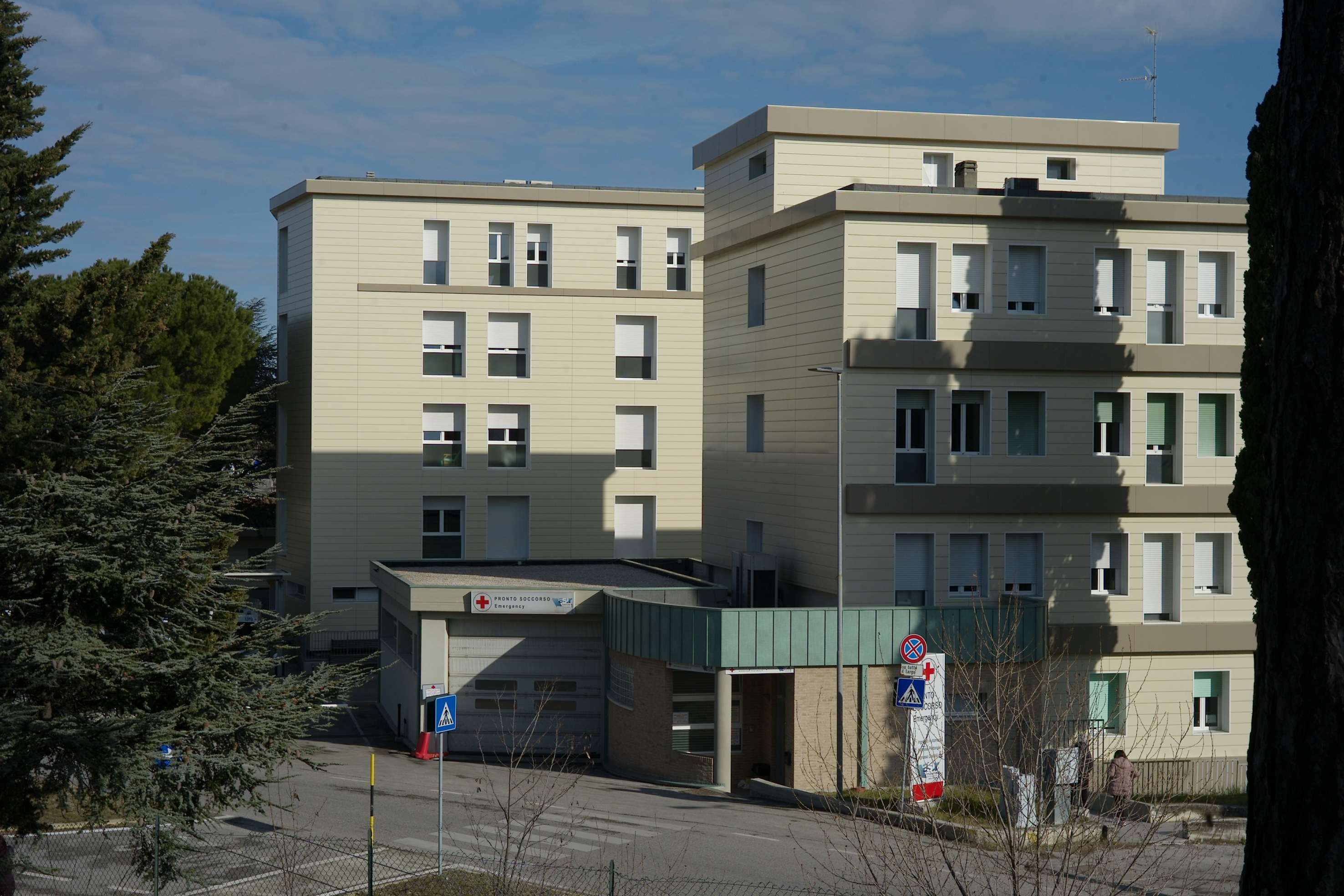
Entrata del Pronto Soccorso (dopo l'ultima ristrutturazione).

Presso l'ospedale si svolgono visite ambulatoriali, interventi di medicina d'urgenza, interventi chirurgici, ricoveri brevi (day-hospital) e lunghi. Le specializzazioni sono distribuite tra le varie Unità Operative semplici (U.O.) e Complesse (U.O.C.), così ripartite:
- U.O.C. Nefrologia[8]
- U.O.C. Oncologia[9]
- U.O.C. Cardiologia UTIC[10]
- U.O.C. Oculistica[11]
- U.O.C. Chirurgia generale[12]:
  - U.O.S. Chirurgia d'Urgenza
  - U.O.S. Day Surgery - Chirurgia ambulatoriale
- U.O.C. Ostetricia - Ginecologia[13]
- U.O.C. Riabilitazione[14]
- U.O.C. Patologia clinica[15] (Laboratorio analisi)
- U.O.C. Pediatria - Neonatologia[16]
- U.O.C. Medicina generale[17]
- U.O.C. Diagnostica per immagini[18]
- U.O.C. Anestesia e Rianimazione[19]
- U.O. Otorinolaringoiatria[20]
- U.O. Ortopedia e traumatologia[21]
- U.O. Pronto soccorso[22]
- Servizio Psichiatrico di Diagnosi e Cura (SPDC)[23]
- Centro Trasfusionale[24]
- Ambulatori di Endoscopia digestiva[25]
- Ambulatorio di Urologia[26]

### Servizi
- Pink Room, è presente, dal 2018[27], nell'Unità Operativa di Oncologia e si rivolge alle donne affette da tumore, ove poter usufruire di trattamenti estetici gratuiti, massaggi e consigli per il trucco, da parte di estetiste specializzate ed abilitate per trattare questa particolare tipologia di pazienti[28].
- Edicola - Caffetteria
- Cappella cattolica
- Parcheggi

## Riconoscimenti
L'ospedale è stata insignito, da parte della Fondazione ONDA (l'Osservatorio Nazionale sulla salute della Donna e di genere), di due bollini rosa per i bienni 2018-19, 2020-21 e 2022-23; invece per il biennio 2024-25 è stato insignito di tre bollini rosa.